# Micropora latiavicula
Micropora latiavicula är en mossdjursart som beskrevs av Florence, Hayward och Gibbons 2007. Micropora latiavicula ingår i släktet Micropora och familjen Microporidae. Inga underarter finns listade i Catalogue of Life.